# Никола Лисичев
Никола Костов Лисичев е български комунист, деец на Българската комунистическа партия.

## Биография
Лисичев е роден в 1886 година в Самоков, България, в бедно революционно семейство. Учи в Самоковската гимназия, където участва в марксически кръжок. Завършва право в Софийския университет. Около 1908 година като студент става член на БРСДП (т.с.). В 1910 година участва в Първата балканска социалдемократическа конференция.
Взима участие в Балканската война като доброволец санитар. Участва в Първата световна война като офицер служи във военнополева болница. Води антивоенна пропаганда.
След войната от 1920 година работи в Горноджумайския окръжен съд като съдебен кандидат, но за комунистическа дейност е уволнен и става адвокат. Получава прозвището Червения адвокат. Заедно с Иван Илиев защитава безплатно бедните. Участва в създаването на организация на БКП в града. Избран е за член на Окръжния комитет на БКП. През септември 1922 година е сред организаторите на окръжния комунистически събор, в който участват Васил Коларов, Станке Димитров, Тина Киркова и Димо Хаджидимов.
На 21 септември 1923 година участва в изработването на оперативен план за въстание. По време на Септемврийското въстание е в Горноджумайския отряд. Заловен е и обесен от членове на ВМРО в центъра на Горна Джумая край река Бистрица заедно с Димитър Ацев и Стамен Велинов.